# Doris Schade
Doris Schade (* 21. Mai 1924 in Frankenhausen; † 25. Juni 2012 in München) war eine deutsche Schauspielerin.

## Leben
Geboren in Thüringen als Tochter des Ingenieurs und Direktors der Junkers Luftverkehr AG, Eugen Herbert Schade, wuchs sie auf in Moskau und Tokio. Von 1942 bis 1944 erhielt sie eine Schauspielausbildung am Alten Theater Leipzig. Ihr Debüt gab sie 1946 als Luise in Kabale und Liebe an den Städtischen Bühnen Osnabrück.
Danach erhielt Irina Doris Schade feste Engagements an den Bühnen der Freien Hansestadt Bremen (1947 bis 1949), an den Städtischen Bühnen Nürnberg (1949 bis 1954) und an den Städtischen Bühnen Frankfurt am Main (1954 bis 1961). Von 1961 bis 1972 war sie im Ensemble der Münchner Kammerspiele und von 1972 bis 1977 im Ensemble am Deutschen Schauspielhaus in Hamburg verpflichtet. Weiterhin gastierte sie 1975 mehrfach am Staatstheater Stuttgart, am Schauspielhaus Köln und Düsseldorf und am Burgtheater in Wien sowie bei den Salzburger Festspielen.
Ab 1977 gehörte sie erneut bis zuletzt dem festen Ensemble der Münchner Kammerspiele an. Sie arbeitete auf der Bühne mit Regisseuren wie Fritz Kortner, Hans Lietzau, Peter Zadek, Dieter Dorn, Ernst Wendt, Christian Stückl und Claus Peymann.
Als vielbeschäftigte Theaterschauspielerin war Doris Schade auch häufig im Fernsehen zu sehen. Zunächst bei aufgezeichneten Theaterinszenierungen, wie Die Sehnsucht der Veronika Voss von Rainer Werner Fassbinder und Jenseits der Stille von Regisseurin Caroline Link, später wirkte sie in bekannten Fernsehspielen und -serien wie Derrick und Tatort mit. 1981 kam sie in Margarethe von Trottas Die bleierne Zeit zu ihrer ersten Rolle in einem Kinofilm. Auch in Heller Wahn (1982), in Rosa Luxemburg (1985), wo sie Clara Zetkin verkörperte, und in Rosenstraße (2003) arbeitete sie unter von Trottas Regie. Populär wurde sie auch als Oma Slättberg in den Kinderfilmen Die Wilden Hühner (2006), Die Wilden Hühner und die Liebe (2007) und Die Wilden Hühner und das Leben (2009).
Doris Schade war mit dem Schauspieler und Theaterintendanten Heinz-Joachim Klein († 1998) verheiratet und Mutter eines Sohnes. Sie lebte in München.
Doris Schade starb im Juni 2012 im Alter von 88 Jahren.

## Filmografie
| - 1957: Korruption - 1964: Mein oder Dein - 1964: Geschichte von Joel Brand - 1965: Klaus Fuchs – Geschichte eines Atomverrats - 1966: Kostenpflichtig zum Tode verurteilt - 1967: Der Auswanderer - 1967: Liebe für Liebe - 1968: Prüfung eines Lehrers - 1969: Sag’s dem Weihnachtsmann - 1969: Eine Frau ohne Bedeutung - 1970: Vor Sonnenuntergang - 1971: Wer kennt diesen Mann... - 1972: Der Prozeß gegen die neun von Catonsville - 1974: Cautio Criminalis oder Der Hexenanwalt - 1974: Der Kommissar – Jähes Ende einer interessanten Beziehung - 1975: Polly oder Die Bataille am Bluewater Creek - 1975: Der Biberpelz - 1979: Bourbon Street Blues - 1979: Derrick 54 – Anschlag auf Bruno - 1979: Kur in Travemünde - 1980: Kaiserhofstraße 12 - 1981: Die bleierne Zeit - 1982: Die Sehnsucht der Veronika Voss - 1982: Derrick 96 – Hausmusik - 1983: Der Alte – Spuren eines Unsichtbaren (Fernsehserie) | - 1983: Heller Wahn - 1984: Wenn ich mich fürchte - 1986: Rosa Luxemburg - 1987: Die Krimistunde (Fernsehserie, Folge 26, Episode: "Man muß dran glauben") - 1987: Derrick 153 – Die Nacht des Jaguars - 1990: Der zerbrochne Krug - 1992: Abgetrieben - 1993: Der Nebenbuhler - 1993: Die Denunziantin - 1994 Derrick, Folge 241: Nachtgebete - 1994: Tödliche Wahrheit - 1996: Jenseits der Stille - 1998: Im Atem der Berge - 1999: Nichts als die Wahrheit - 1999: Tatort – Das Glockenbachgeheimnis - 2000: Altweibersommer - 2002: Das Haus der Schwestern - 2002: Gameboy - 2002: Bobby - 2003: Rosenstraße - 2003: Tatort – Wenn Frauen Austern essen - 2005: Die schönsten Jahre - 2006: Die Wilden Hühner - 2007: Die Wilden Hühner und die Liebe - 2008: Der Alte – Reise in den Tod (Fernsehserie) - 2009: Die Wilden Hühner und das Leben |

## Hörbücher
- Der geheime Garten. Der Audio Verlag, Berlin 2005, ISBN 3-89813-473-3. (Hörspiel, 1 CD, 55 min)
- Max Frisch: Der Laie und die Architektur. 1954. (2016, ISBN 978-3-95615-824-7, hr media, HR2 Kultur, Hörspiel, MP3 Var. Bitrate, 50 Minuten)

## Hörspiele (Auswahl)
- 1999: Frances Hodgson Burnett: Der geheime Garten (Erzählerin) – Regie: Götz Fritsch (Hörspielbearbeitung, Kinderhörspiel

– SWR)
- 2002: Edith Nesbit: Die Kinder von Arden (Amme) – Regie: Robert Schoen (Kinderhörspiel – SWR)
- 2006: Ed McBain: Hitze (Susan Newman) – Regie: Ulrich Lampen (Kriminalhörspiel – HR)

## Auszeichnungen
- 1986: Gertrud-Eysoldt-Ring für herausragende schauspielerische Leistungen
- 1993: Verdienstkreuz am Bande der Bundesrepublik Deutschland
- 1999: Bayerischer Maximiliansorden für Wissenschaft und Kunst
- 2002: München leuchtet – Medaille in Gold
- 2002: Bayerischer Theaterpreis für ihr Lebenswerk (Ehrenpreis des Bayerischen Ministerpräsidenten)